# Magnolia virginiana
Espèce
Statut de conservation UICN

 LC  : Préoccupation mineure
Magnolia virginiana est une espèce Plante à fleurs de la famille des Magnoliaceae. C'est un arbre trouvé dans l'est des États-Unis, jusqu'au Texas et à Cuba.

## Description
Le Magnolia est une plante ou un arbre qui vit dans les forêts tropicales, équatoriales ou dans l'hémisphère Nord et l'hémisphère Sud. Le Magnolia produit des fleurs. Ces fleurs poussent sur le bout de ces tiges, qui sont elles-mêmes longues et composées de nombreuses grandes feuilles vertes. Les fleurs de Magnolia sont souvent blanches, mais peuvent être rose, par exemple. Les feuilles sont disposées par cinq ou six par rangée.

## Répartition et habitat
L'espèce est trouvée dans l'est des États-Unis, jusqu'au Texas et à Cuba.
Elle pousse en milieu tempéré.

## Liste des sous-espèces et variétés
Selon World Checklist of Selected Plant Families (WCSP) (30 décembre 2013) :
- Magnolia virginiana L. (1753)
  - variété Magnolia virginiana var. australis Sarg. (1919)
  - sous-espèce Magnolia virginiana subsp. oviedoae Palmarola, M.S.Romanov & A.V.Bobrov (2008)
  - sous-espèce Magnolia virginiana subsp. virginiana

Selon NCBI (30 décembre 2013) :
- variété Magnolia virginiana var. australis

Selon The Plant List (30 décembre 2013) :
- sous-espèce Magnolia virginiana subsp. virginiana
- variété Magnolia virginiana var. australis Sarg.

Selon Tropicos (30 décembre 2013) (Attention liste brute contenant possiblement des synonymes) :
- sous-espèce Magnolia virginiana subsp. australis (Sarg.) A.E. Murray
- sous-espèce Magnolia virginiana subsp. oviedoae Palmarola, M.S. Romanov & A.V. Bobrov
- sous-espèce Magnolia virginiana subsp. virginiana
- variété Magnolia virginiana var. acuminata L.
- variété Magnolia virginiana var. australis Sarg.
- variété Magnolia virginiana var. foetida L.
- variété Magnolia virginiana var. glauca L.
- variété Magnolia virginiana var. grisea L.
- variété Magnolia virginiana var. longifolia Aiton
- variété Magnolia virginiana var. parva Ashe
- variété Magnolia virginiana var. pumila Nutt.
- variété Magnolia virginiana var. tripetala L.
- variété Magnolia virginiana var. virginiana